# Henri Marie Ducrotay de Blainville
Henri Marie Ducrotay de Blainville (Arques-la-Bataille, 12 de Setembro de 1777 — Paris, 1 de Maio de 1850) foi um zoólogo,e anatomista francês.

## Biografia
Blainville nasceu em Arques, perto de Dieppe. Por volta de de 1796 mudou-se para Paris para estudar pintura, no entanto acabou por dedicar-se à história natural. Atraiu a atenção de Georges Cuvier, para quem deu conferências ocasionalmente no Colégio de França e no Athenaeum. Em 1808, obtem seu título de doutor em medicina com uma tese intitulada  "Propositions extraites d'un essai sur la respiration, suivies de quelques expériences sur l'influence de la huitième paire de nerf dans la respiration". Em 1812, foi ajudado por Cuvier para obter a cátedra de anatomia e zoologia na Faculdade de Ciências em Paris com a tese "Dissertation sur la place que la famille des ornithorhynques et des échidnés doit occuper dans les séries naturelles". No entanto, com o tempo, cresceu entre os dois uma aberta inimizade.
A partir de 1813 colaborou com Jean-Claude Delamétherie (1743-1817) no "Journal de physique, de chimie, d'histoire naturelle et des arts", tornando-se diretor de 1817 até 1823.
Em 1825, Blainville foi admitido como membro da Academia Francesa de Ciências e em 1830 foi indicado para suceder a Jean-Baptiste Lamarck (1744-1829) na cátedra de História Natural do Museu. Dois anos mais tarde, ao morrer Cuvier, obteve a titularidade da disciplina de anatomia comparada, a qual ocupou por 18 anos, provando que era um digno sucessor do grande mestre. Tornou-se membro da Royal Society em 1832. Foi encontrado morto num vagão de trem, quando viajava entre Ruan e Caen em 1 de maio de 1850. Marie Jean Pedra Flourens (1794-1867) pronunciou o seu Elogio na Academia das Ciências em (1854).

## Obras
Além de muitas pequenas memórias, escreveu:
- Preâmbulo de uma nova distribuição do reino animal (1816);
- Osteografia o descrição iconográfica comparada do esqueleto e do sistema dental dos mamíferos recentes e fósseis (1839-64);
- Fauna francesa (1821-30); Curso de fisiología general y comparada ( 3 volumes, 1833);
- Manual de malacologia e de conquiliologia (1825-27);
- História das ciências do organismo (1845).
- ‘'Organisation des animaux, ou Principes d'anatomie comparée (Paris : F.-G. Levrault, 1822).
- Revisão da obra de Johann Gottfried Bremser (1767-1827) Traité zoologique et physiologique sur les vers intestinaux de l'homme (Paris : C.-L.-F. Panckoucke, 1824).
- Mémoire sur les bélemnites, considérés zoologiquement et géologiquement (Paris : F.-G. Levrault, 1827).
- Manuel d'actinologie ou de zoophytologie (dois volumes, Paris : F.-G. Levrault, 1834)
- Rapport sur les résultats scientifiques du voyage de circumnavigation de ″L'Astrolabe″ et de ″La Zélée″… Partie zoologique (Paris : impr. de Bachelier, 1842).
- Sur les principes de la zooclassie, ou de la Classification des animaux’’ (Paris , 1847) ele